# Beförderungserschleichung

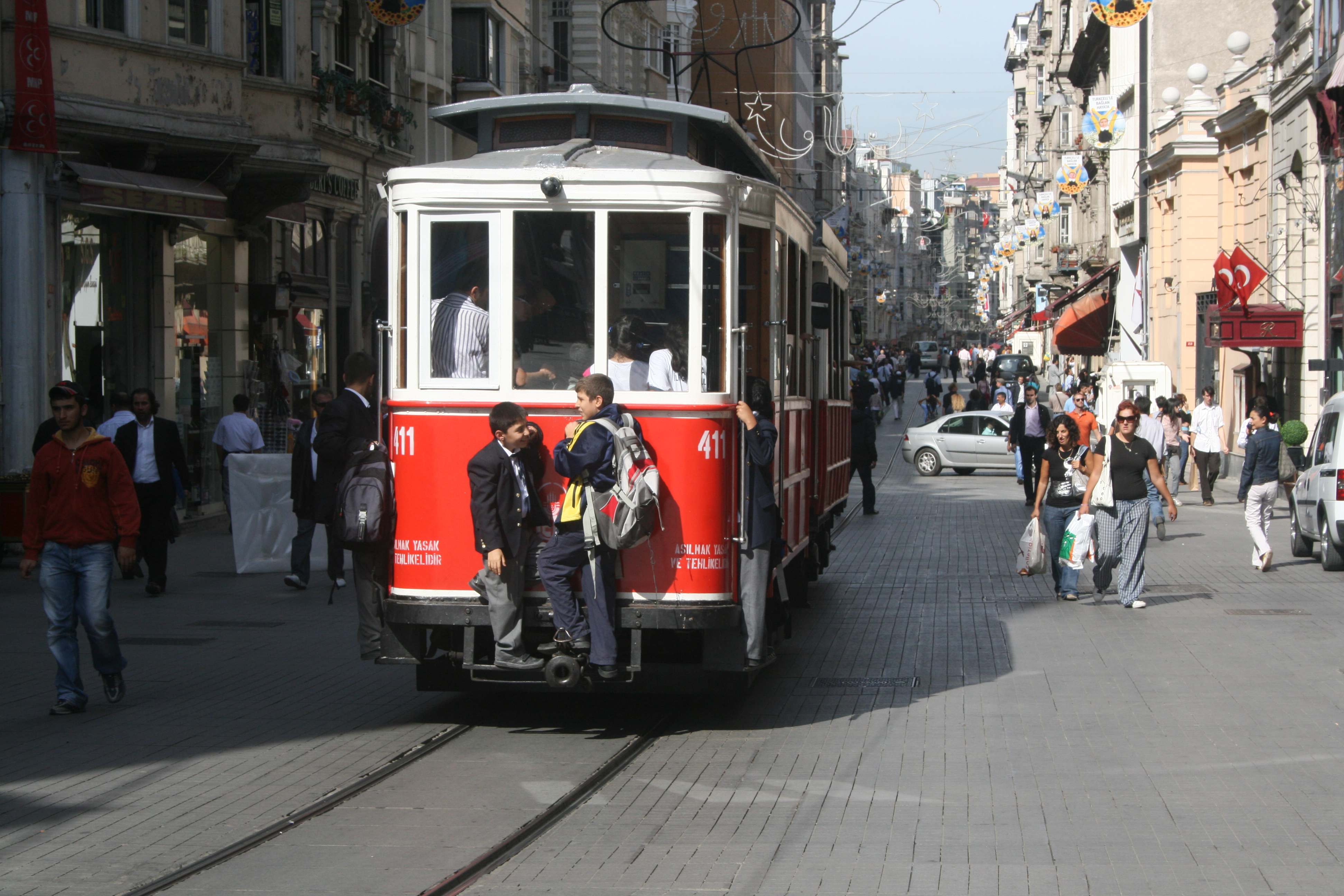
Kinder, die mit der Straßenbahn auf der İstiklal Caddesi in Istanbul fahren

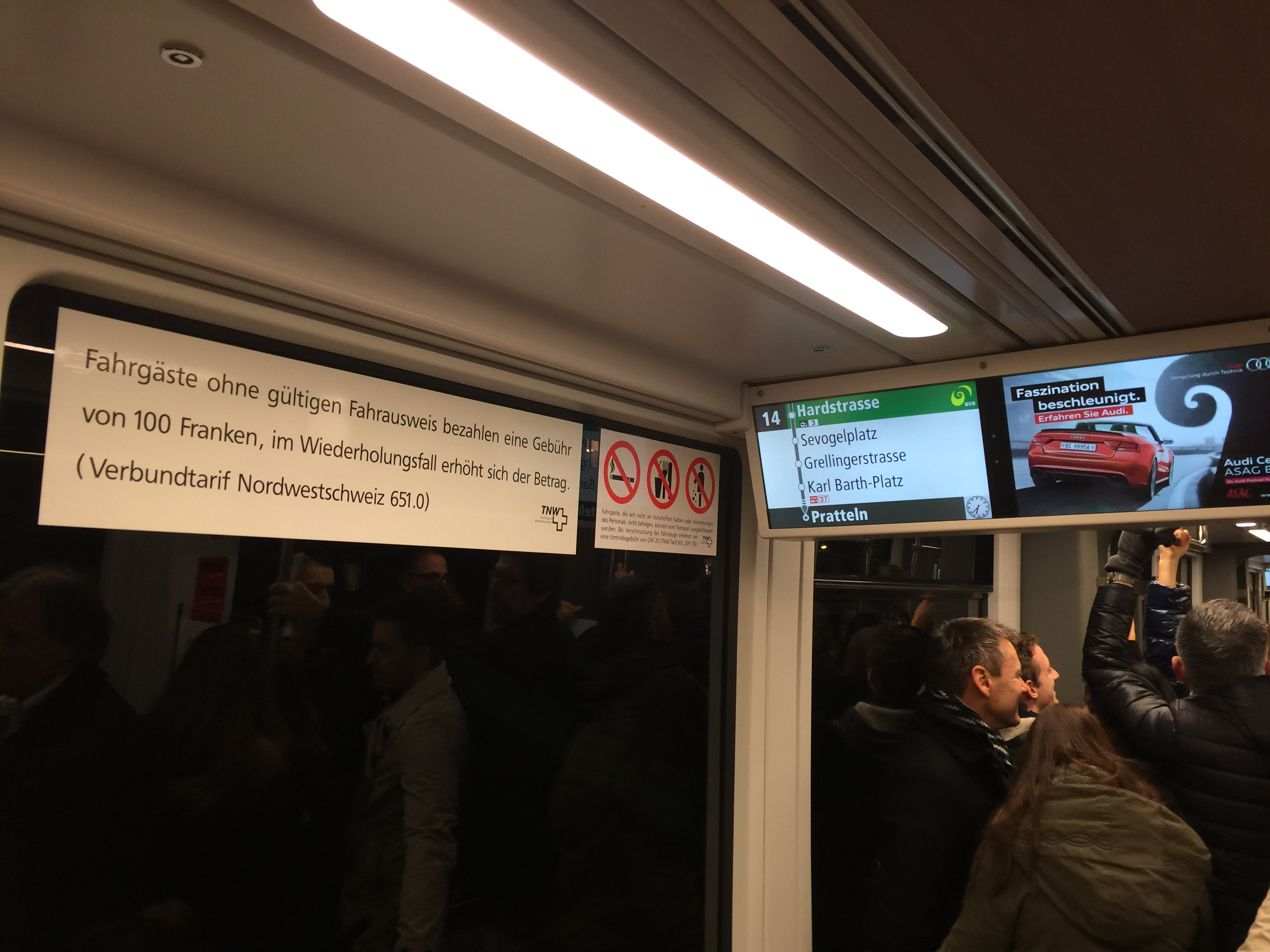
Warnhinweis in einem Basler Tram

Beförderungserschleichung, umgangssprachlich als „Schwarzfahren“ bezeichnet, liegt vor, wenn jemand ein öffentliches Verkehrsmittel absichtlich unberechtigt benutzt und sich dabei allgemein täuschend mit dem Anschein umgibt, er erfülle die nach den Beförderungsbedingungen des Betreibers erforderlichen Voraussetzungen. Dies ist in vielen Ländern eine Straftat.

## Deutschland
Die Beförderungserschleichung wird in Deutschland nach § 265a Strafgesetzbuch sanktioniert (Erschleichen von Leistungen). In Deutschland wird  je nach Verkehrsverbund der Anteil der Schwarzfahrer (Stand: 2011) auf 0,6 % (Gelsenkirchen) bis 6 % (Chemnitz) geschätzt.
Der Anteil von Reisenden, bei denen ein erhöhtes Beförderungsentgelt erhoben wird, an allen Reisenden der Deutschen Bahn, beträgt rund 0,08 %. Deutschlandweit verbüßten zuletzt etwa 7.000 von 230.000 angezeigten Schwarzfahrern eine Ersatzfreiheitsstrafe.
Das erhöhte Beförderungsentgelt ist eine eigenständige, zivilrechtliche Forderung, für welche der Tatbestand einer vorsätzlichen Beförderungserschleichung nicht gegeben sein muss. Potentiell genügen dazu beliebige Arten von Verstößen gegen Beförderungsregeln, auch Irrtümer bezüglich des korrekten Tarifs, oder nicht unmittelbar zu erwartende Detailregeln. Seit 2003 betrug das erhöhte Beförderungsentgelt 40 Euro. Der Betrag wurde mit Wirkung vom 1. Juli 2015 auf 60 Euro erhöht.

## Österreich
Im österreichischen StGB existiert der § 149 (Erschleichung einer Leistung), der auch die Benutzung öffentlicher Verkehrsmittel ohne Bezahlung des vorgesehenen Fahrpreises einschließt und mit gerichtlicher Strafe bedroht.

„§ 149. (1) Wer die Beförderung durch eine dem öffentlichen Verkehr dienende Anstalt oder den Zutritt zu einer Aufführung, Ausstellung oder einer anderen Veranstaltung oder zu einer Einrichtung durch Täuschung über Tatsachen erschleicht, ohne das festgesetzte Entgelt zu entrichten, ist, wenn das Entgelt nur gering ist, mit Freiheitsstrafe bis zu einem Monat oder mit Geldstrafe bis zu 60 Tagessätzen zu bestrafen.“

Nach gängigen Rechtsmeinungen ist diese Handlung aber nur gerichtlich strafbar, wenn beim Einsteigen ein Schaffner oder eine sonstige anwesende Aufsichtsperson getäuscht wird, also beispielsweise nicht bei Benutzung eines schaffnerlosen Straßenbahnzuges ohne Fahrschein. Wer bei einer Kontrolle versucht, etwa durch verschiedene Vorwände aus der Situation herauszukommen, könnte sich dadurch aber des § 149 schuldig machen. Auch könnten die Kosten einer Fahrkarte im Fernverkehr nicht mehr als „geringes Entgelt“ angesehen werden.
Um diese Gesetzeslücke zu schließen, kann „Schwarzfahren“ gemäß dem Einführungsgesetz zu den Verwaltungsverfahrensgesetzen 2008 (EGVG), Artikel III, von den Behörden als Verwaltungsübertretung mit einer Geldstrafe bis zu 218 Euro geahndet werden (ähnlich wie etwa beim Falschparken), sofern der § 149 StGB auf den konkreten Fall nicht anwendbar ist.

„(1) Wer […]

2. sich außer in den Fällen einer mit gerichtlicher Strafe bedrohten Handlung die Beförderung durch eine dem öffentlichen Verkehr dienende Einrichtung verschafft, ohne das nach den Tarifbestimmungen und Beförderungsbedingungen dieser Einrichtungen festgesetzte Entgelt ordnungsgemäß zu entrichten, […] begeht […] eine Verwaltungsübertretung und ist von der Bezirksverwaltungsbehörde, für das Gebiet einer Gemeinde, für das die Landespolizeidirektion zugleich Sicherheitsbehörde erster Instanz ist, von dieser, mit Geldstrafe bis zu 218 Euro […] zu bestrafen.

[…]

(4) Die Tat nach Abs. 1 Z 2 wird straflos, wenn der Täter bei der Betretung, wenngleich auf Aufforderung, den Fahrpreis und einen in den Tarifbestimmungen oder Beförderungsbedingungen etwa vorgesehenen Zuschlag unverzüglich zahlt. Dies gilt auch, wenn der Täter den Fahrpreis und einen in den Tarifbestimmungen oder Beförderungsbedingungen etwa vorgesehenen Zuschlag innerhalb von drei Tagen zahlt, sofern er sich bei der Zahlungsaufforderung im Beförderungsmittel durch eine mit einem Lichtbild ausgestattete öffentliche Urkunde ausweist.“

Das Recht zur Berechnung einer Mehrgebühr bzw. zur Feststellung der Identität ist in den Allgemeinen Beförderungsbedingungen für den Kraftfahrlinienverkehr § 25 festgelegt bzw. im Eisenbahnbeförderungsgesetz § 21.
Werden der ausstehende Fahrpreis und die Mehrgebühren des Verkehrsunternehmens sofort oder innerhalb eines festgelegten Zeitraumes bezahlt, so erfolgt keine Anzeige bei der Verwaltungsbehörde und die Verwaltungsstrafe entfällt.
Wenn der Fahrpreis und die Mehrgebühren nicht oder nicht fristgerecht bezahlt werden, kann das Verkehrsunternehmen diese auf zivilrechtlichem Weg einfordern und eben zusätzlich eine behördliche Verwaltungsstrafe verhängt werden.
Laut OGH-Urteil dürfen Fahrscheinkontrolleure und andere von den Verkehrsbetrieben beauftragte Personen, wie etwa private Sicherheitsdienste, mutmaßliche Schwarzfahrer anhalten, um deren Identität von der Polizei feststellen zu lassen. Für diesen Zweck sind angemessene Anhaltemaßnahmen durch Kontrolleure als Selbsthilfe nach § 344 ABGB gerechtfertigt.

## Schweiz
In der Schweiz besteht mit Art. 150 StGB eine ähnliche Bestimmung wie § 265a StGB in Deutschland, die das Erschleichen einer Leistung unter Strafe stellt.

## Frankreich
Die SNCF veröffentlichte im Februar 2015 einen plan anti-fraude (etwa: „Plan gegen den Betrug“). Darin kündigt sie eine Erhöhung der Strafgebühren beim Schwarzfahren an.
Sie plant Investitionen in Bahnsteigsperren.

## Griechenland
In der Metro von Athen kostet das Schwarzfahren das 60fache des Ticketpreises.

## Konkrete Fälle
In Graz wurden im Mai 2014 24 Fälle gerichtlich verhandelt, in denen – mittlerweile großteils gekündigte – Mitarbeiter einer Security-Firma, die mit der Fahrscheinkontrolle auf den städtischen Graz Linien betraut waren, abgelaufene Fahrscheine markiert, an Bekannte weitergegeben und falsche als gültige akzeptiert haben sollen. Diese Praxis soll durch einen Mitarbeiter der Mobilitätszentrale entdeckt und durch Detektivarbeit im Zeitraum 2011 bis 2013 erkannt worden sein, wobei ein Schaden von gut 110.000 Euro entstand. Dabei gab es jedoch 17 Freisprüche, zumal die tatsächliche Schadenshöhe nicht glaubhaft bewiesen werden konnte.
Bei den Wiener Linien wurden von vulgo Schwarzkapplern in den Jahren 2012 bis 2016 jährlich zwischen 5,8 und 7,9 Mio. Fahrgäste kontrolliert, der Anteil der (beanstandeten) Schwarzfahrer nahm dabei monoton von 2,7 auf 1,7 % ab.

## Schwarz- und Graufahrer
Die Beförderungserschleichung wird oft auch als „Schwarzfahren“ bezeichnet.
Neben der Gruppe der Schwarzfahrer wird in Fachkreisen auch die Gruppe der Graufahrer thematisiert. Als Graufahrer werden insbesondere die Personen betrachtet, die einen Fahrausweis besitzen, dieser im Sinne der Beförderungsbestimmungen jedoch nicht gültig ist. Die Zuordnung zielt insbesondere darauf ab, dass kein vorsätzliches Handeln vorliegt.
Der „klassische“ Graufahrer ist der Tourist ohne Ortskunde, der in Unkenntnis der Tarifbestimmungen nicht den richtigen Fahrausweis erworben hat bzw. diesen nicht oder falsch entwertet hat. Uneinheitliche Tarifbestimmungen tragen dazu bei, dass der Graufahrer glaubt, im Besitz eines gültigen Fahrausweises zu sein.
Bisweilen wird ein Fahrausweis aber auch (bewusst) über seine örtliche oder zeitliche Gültigkeit hinaus genutzt, wobei die Verkehrsunternehmen im Falle eines geringeren Verschuldens in der Regel Kulanz gewähren und nur einen niedrigen Betrag erheben oder ganz von einer Verfolgung absehen.
Die Schwierigkeit besteht darin, den Grau- vom Schwarzfahrer zu unterscheiden. Ist jemand z. B. ortsunkundig und hat seinen Fahrausweis deshalb nicht entwertet, weil er es gewohnt ist, diesen entwertet aus dem Automaten zu erhalten oder ist dies nur ein Vorwand, um die Beförderungsleistung zu erschleichen? Mit der nachträglichen Klärung dieser Frage zwischen Fahrgast und Verkehrsunternehmen beschäftigen sich Schlichtungsstellen wie die Schlichtungsstelle für den öffentlichen Personenverkehr (söp) oder die Schlichtungsstelle Nahverkehr NRW (SNV).

## „Schwarzfahren“ mit Kennzeichnung
Eine neue Variante des Schwarzfahrens führt zurzeit in Deutschland zu juristischen Debatten und Prozessen. Immer mehr Personen fahren gekennzeichnet ohne Fahrschein mit dem Argument, dass es dann keine Erschleichung und somit nicht strafbar sei. Während die Bundespolizei die Auffassung vertritt, auch offen erkennbares Schwarzfahren sei eine Straftat, ist es inzwischen zu ersten Freisprüchen gekommen. Auch auf Diskussionsseiten von Jurafakultäten geht der Trend eher zur Verneinung einer Strafbarkeit. Weitere Prozesse vor Gericht laufen zurzeit. Das Amtsgericht Hannover entschied mit Urteil vom 24. Februar 2010, dass die Beförderung ohne gültige Fahrkarte auch dann strafbar nach § 265a StGB ist, wenn ein T-Shirt mit dem Aufdruck „Ich fahre schwarz“ getragen wird. Auch das Kammergericht Berlin entschied im Beschluss vom 2. März 2011 mit dem Aktenzeichen (4) 1 Ss 32/11 (19/11), dass ein „für den Fall einer Fahrscheinkontrolle vorgesehener Vorbehalt in der Form eines auf der Kleidung angebrachten scheckkartengroßen Schildes, mit dem die fehlende Zahlungswilligkeit zum Ausdruck gebracht wird“ nicht geeignet sei, den äußeren Anschein, der Fahrgast sei im Besitz eines gültigen Fahrausweises und komme den geltenden Beförderungsbedingungen nach, zu erschüttern oder zu beseitigen. Ebenso entschied das Oberlandesgericht Köln im Beschluss vom 2. September 2015 mit dem Aktenzeichen 1 RVs 118/15, dass der Tatbestand der Erschleichens von Leistungen gemäß § 265a Abs. 1 Alt. 3 StGB auch dann verwirklicht wird, wenn bei der Fahrt ohne gültige Fahrkarte eine Mütze mit einem Zettel und der Aufschrift „Ich fahre schwarz“ getragen wird.
Hingegen hat zunächst das Amtsgericht und am 18. April 2016 auch das Landgericht Gießen einen Schwarzfahrer mit Kennzeichnung freigesprochen.

## Kontrollen
Kontrolleure überprüfen das Vorhandensein eines für die konkrete Fahrt gültigen und eventuell – so notwendig – korrekt entwerteten Fahrscheins beim einzelnen Fahrgast oder einer Reisegruppe. Damit wird festgestellt, ob Reisende berechtigt mitfahren und auch, ob ein Zugschaffner die zutreffende Fahrkarte verkauft sowie eventuell auch entwertet hat oder ob Fahrscheinautomat und Entwerter korrekt gedruckt oder gestanzt haben.
Diese werden zumeist als Fahrscheinkontrolleure bezeichnet; ein besonders im Osten und Süden Österreichs populärer Begriff ist – seit langem – Schwarzkappler, auch wenn dieser ohne Schirmmütze und eventuell ganz ohne Uniform auftritt. Kontrolleure weisen sich in der Regel mit einer Ausweiskarte, oft befestigt mit an einem Band oder einer selbstzurückziehenden Schnur, zumeist samt ihrem Lichtbild aus. Um 1980 waren bei der ESG Linz auch runde Plaketten aus Messingguss mit der erhabenen Aufschrift ESG (mittig im Kreis) und rundum „VERKEHRS-/KONTROLLE“. diese wurden in der Hosentasche bereitgehalten und mit einer hohlen Hand zumeist den ersten zu kontrollierenden Passagieren präsentiert.
Zivil in Alltagskleidung handelnde Kontrolleure können völlig überraschend tätig werden. Bei langen Straßenbahngarnituren zu zweit oder zu dritt an mehreren Stellen auftretende Kontrolleure erschweren weitgehend Schwarzfahrern das unentdeckte Entwischen. Der Verzicht auf die sonst gern verwendete Herrenhandtasche (für das Schreibzeug) und die Wahl von legerer bis leicht origineller Kleidung oder Ausrüstung, etwa einen Rucksack oder eine Kameratasche, erhöhten die Wirksamkeit ziviler Kontrolleure durch Tarnung.

### Soziologie
- Gabriele Beyer: Die Verhaltensintention „Schwarzzufahren“. Eine empirische Analyse mit dem ALLBUS-Datensatz 2000. (Print on Demant) Bachelor + Master Publishing, Hamburg 2015, ISBN 978-3-95549-267-0 (Masterarbeit Universität Leipzig 2012, 87 Seiten ISBN 978-3-95549-767-5 Volltext PDF kostenpflichtig, 87 Seiten).
- Hans-Ullrich Mühlenfeld: Kriminalität als rationale Wahlhandlung: eine empirische Überprüfung der Rational-Choice-Theorie anhand des Schwarzfahrens. Edition 451, Stuttgart 1999, ISBN 3-931938-10-7.

### Rechtliches
- Szu-Chieh Hsu: Die Gebrauchsanmaßung: Eine Untersuchung aus dem Blickwinkel der Rechtsvergleichung zwischen Deutschland und Taiwan (= Rechtswissenschaftliche Forschung und Entwicklung, Band 802). Utz, München 2015, ISBN 978-3-8316-4406-3 (Dissertation Universität München 2014, 201 Seiten).
- Thomas Hilpert: Fahrgastrechte und -pflichten der ÖPNV-Linienverkehre nach dem PBefG. Kölner Wissenschaftsverlag, Köln 2012, ISBN 978-3-942720-18-2 (Dissertation Universität Rostock 2012, 301 Seiten).
- Cornelia Lattka: Fahren ohne (gültigen) Fahrausweis. Eine Analyse der rechtlichen Probleme des sog. „Schwarzfahrens“ (= Wissenschaftliche Beiträge aus dem Tectum-Verlag / Reihe Rechtswissenschaften, Band 41). Tectum, Marburg 2010, ISBN 978-3-8288-2216-0 (Dissertation Universität Rostock 2010, 391 Seiten).
- Katrin Hagemann: Rechtliche Probleme des Schwarzfahrens in öffentlichen Verkehrsmitteln (= Schriftenreihe Studien zur Rechtswissenschaft, Band 220). Kovač, Hamburg 2008, ISBN 978-3-8300-3717-0 (Dissertation Bucerius Law School, Hamburg 2008, 259 Seiten).
- Jan Schwenke: Zur Strafbarkeit der Beförderungserschleichung Paragraph 265 a StGB, Hamburg 2009, OCLC 705500917 (Dissertation Universität Hamburg 2008, Volltext PDF, kostenfrei, 269 Seiten 0,9 MB),
- Gerald Hubmayr: Schwarzfahren: die Kunst des tariffreien Netzgleitens, mit einem Vorwort von Roland Girtler, Böhlau, Wien / Köln / Weimar 2000, ISBN 3-205-99187-7 (Dissertation Universität Wien 1999 unter dem Titel: Blinder Passagier, Transportgesellschaft und Kontrollor, 187 Seiten).
- Annette Eyers: Die Entkriminalisierung des Schwarzfahrens in den sog. „Einmalfällen“, Gießen 1999, DNB 957728492 (Dissertation Universität Gießen 1999, 279 Seiten).
- Stephan Ochsner: Die strafrechtliche Behandlung des Schwarzfahrers, Zürich 1997, DNB 952288907 (Dissertation Universität Zürich 1997, 174 Seiten).
- Johannes Pohl: Schwarzfahren: Arbeitstagung an der Universität Bremen, 3. Juni 1994, herausgegeben von WE Kriminalpolitikforschung (Hrsg.) Universität Bremen. Wissenschaftliche Einheit Kriminalpolitikforschung (= Materialien zur Kriminalpolitik, Band 6), Universitätsbuchhandlung Bremen 1995, ISBN 3-88722-332-2.

### Literarische Darstellungen
- Michael-André Werner: Schwarzfahrer. Roman, 2. Auflage, Aufbau Taschenbuch, Berlin 2003, ISBN 3-7466-1983-1.
- Keith Gray: Der Junge, der im Zug lebte. Erzählung, Kinderbuch (= Ravensburger Taschenbuch Band 52181), Ravensburger, Ravensburg 2001 (Originaltitel: The Runner 1998, von Ellen Würtenberger), ISBN 3-473-52181-7.